# Tour of Qatar 2014
Il Tour of Qatar 2014, tredicesima edizione della corsa, si svolse dal 9 al 14 febbraio su un percorso di 714 km ripartiti in 6 tappe. Fu vinto dall'olandese Niki Terpstra della Omega Pharma-Quickstep davanti ai belgi Tom Boonen e Jürgen Roelandts.

## Tappe
| Tappa  | Data        | Percorso                             | km    | Vincitore di tappa | Leader cl. generale |
| ------ | ----------- | ------------------------------------ | ----- | ------------------ | ------------------- |
| 1ª     | 9 febbraio  | Al Wakra > Dukhan                    | 135,5 | Niki Terpstra      | Niki Terpstra       |
| 2ª     | 10 febbraio | Camel Race Track > Al Khor Corniche  | 160,5 | Tom Boonen         | Niki Terpstra       |
| 3ª     | 11 febbraio | Lusail > Lusail (cron. individuale)  | 10,9  | Michael Hepburn    | Niki Terpstra       |
| 4ª     | 12 febbraio | Dukhan > Mesaieed                    | 135   | Tom Boonen         | Niki Terpstra       |
| 5ª     | 13 febbraio | Al Zubara Fort > Madinat Al Shamal   | 159   | André Greipel      | Niki Terpstra       |
| 6ª     | 14 febbraio | Sealine Beach Resort > Doha Corniche | 113,5 | Arnaud Démare      | Niki Terpstra       |
| Totale | Totale      | Totale                               | 714   |                    |                     |

## Dettagli delle tappe

### 1ª tappa
- 9 febbraio: Al Wakra > Dukhan – 135,5 km

| Pos. | Corridore        | Squadra   | Tempo    |
| ---- | ---------------- | --------- | -------- |
| 1    | Niki Terpstra    | Omega Ph. | 3h13'42" |
| 2    | Jürgen Roelandts | Lotto     | a 1"     |
| 3    | Michael Schär    | BMC       | s.t.     |

| Pos. | Corridore        | Squadra   | Tempo    |
| ---- | ---------------- | --------- | -------- |
| 1    | Niki Terpstra    | Omega Ph. | 3h13'26" |
| 2    | Jürgen Roelandts | Lotto     | a 9"     |
| 3    | Michael Schär    | BMC       | a 12"    |

### 2ª tappa
- 10 febbraio: Camel Race Track > Al Khor Corniche – 160,5 km

| Pos. | Corridore        | Squadra      | Tempo    |
| ---- | ---------------- | ------------ | -------- |
| 1    | Tom Boonen       | Omega Ph.    | 3h30'07" |
| 2    | Michael Mørkøv   | Tinkoff-Saxo | s.t.     |
| 3    | Jürgen Roelandts | Lotto        | s.t.     |

| Pos. | Corridore        | Squadra   | Tempo    |
| ---- | ---------------- | --------- | -------- |
| 1    | Niki Terpstra    | Omega Ph. | 6h43'30" |
| 2    | Jürgen Roelandts | Lotto     | a 5"     |
| 3    | Tom Boonen       | Omega Ph. | a 14"    |

### 3ª tappa
- 11 febbraio: Lusail > Lusail (cron. individuale) – 10,9 km

| Pos. | Corridore       | Squadra      | Tempo  |
| ---- | --------------- | ------------ | ------ |
| 1    | Michael Hepburn | Orica        | 13'28" |
| 2    | Lars Boom       | Belkin       | a 1"   |
| 3    | Daniele Bennati | Tinkoff-Saxo | a 6"   |

| Pos. | Corridore        | Squadra   | Tempo    |
| ---- | ---------------- | --------- | -------- |
| 1    | Niki Terpstra    | Omega Ph. | 6h57'06" |
| 2    | Jürgen Roelandts | Lotto     | a 21"    |
| 3    | Lars Boom        | Belkin    | a 24"    |

### 4ª tappa
- 12 febbraio: Dukhan > Mesaieed – 135 km

| Pos. | Corridore     | Squadra   | Tempo    |
| ---- | ------------- | --------- | -------- |
| 1    | Tom Boonen    | Omega Ph. | 2h22'34" |
| 2    | André Greipel | Lotto     | s.t.     |
| 3    | Barry Markus  | Belkin    | s.t.     |

| Pos. | Corridore        | Squadra   | Tempo    |
| ---- | ---------------- | --------- | -------- |
| 1    | Niki Terpstra    | Omega Ph. | 9h19'38" |
| 2    | Tom Boonen       | Omega Ph. | a 17"    |
| 3    | Jürgen Roelandts | Lotto     | a 20"    |

### 5ª tappa
- 13 febbraio: Al Zubara Fort > Madinat Al Shamal – 159 km

| Pos. | Corridore     | Squadra | Tempo    |
| ---- | ------------- | ------- | -------- |
| 1    | André Greipel | Lotto   | 3h48'53" |
| 2    | Aidis Kruopis | Orica   | s.t.     |
| 3    | Theo Bos      | Belkin  | s.t.     |

| Pos. | Corridore        | Squadra   | Tempo     |
| ---- | ---------------- | --------- | --------- |
| 1    | Niki Terpstra    | Omega Ph. | 13h08'31" |
| 2    | Tom Boonen       | Omega Ph. | a 17"     |
| 3    | Jürgen Roelandts | Lotto     | a 20"     |

### 6ª tappa
- 14 febbraio: Sealine Beach Resort > Doha Corniche – 113,5 km

| Pos. | Corridore       | Squadra      | Tempo    |
| ---- | --------------- | ------------ | -------- |
| 1    | Arnaud Démare   | FDJ          | 2h45'06" |
| 2    | Daniele Bennati | Tinkoff-Saxo | s.t.     |
| 3    | Bernhard Eisel  | Sky          | s.t.     |

| Pos. | Corridore        | Squadra   | Tempo     |
| ---- | ---------------- | --------- | --------- |
| 1    | Niki Terpstra    | Omega Ph. | 15h53'37" |
| 2    | Tom Boonen       | Omega Ph. | a 17"     |
| 3    | Jürgen Roelandts | Lotto     | a 20"     |

## Classifiche finali

### Classifica generale
| Pos. | Corridore                | Squadra                | Tempo     |
| ---- | ------------------------ | ---------------------- | --------- |
| 1    | Niki Terpstra            | Omega Pharma-Quickstep | 15h53'37" |
| 2    | Tom Boonen               | Omega Pharma-Quickstep | a 17"     |
| 3    | Jürgen Roelandts         | Lotto-Belisol Team     | a 20"     |
| 4    | Ian Stannard             | Sky Procycling         | a 37"     |
| 5    | Michael Mørkøv           | Tinkoff-Saxo           | a 48"     |
| 6    | Marcel Sieberg           | Lotto-Belisol Team     | a 56"     |
| 7    | Guillaume Van Keirsbulck | Omega Pharma-Quickstep | a 57"     |
| 8    | Stijn Vandenbergh        | Omega Pharma-Quickstep | a 1'05"   |
| 9    | Andrew Fenn              | Omega Pharma-Quickstep | a 1'18"   |
| 10   | André Greipel            | Lotto-Belisol Team     | a 1'23"   |